# جولیا رز
جولیا رز (انگلیسی: Julia Rose؛ زادهٔ ۱۳ آوریل ۱۹۷۳) بازیگر، و بازیگر تلویزیون ارمنی‌تبار اهل ایالات متحده آمریکا است.

## گزیده فیلمشناسی
از فیلم‌ها یا برنامه‌های تلویزیونی که وی در آن نقش داشته‌است می‌توان به یکی باید کوتاه بیاید (۲۰۰۳)، پیشتازان فضا: انترپرایز، (۲۰۰۳)، ان‌سی‌آی‌اس (۲۰۰۴) و سی‌اس‌آی: نیویورک (۲۰۰۵) اشاره کرد.